# Liste der Kulturdenkmale in Zittau Ost
In der Liste der Kulturdenkmale in Zittau Ost sind die Kulturdenkmale des zur Zittauer Kernstadt gehörenden Stadtteils verzeichnet, die bis September 2024 vom Landesamt für Denkmalpflege Sachsen erfasst wurden (ohne archäologische Kulturdenkmale). Die Anmerkungen sind zu beachten.

## Liste der Kulturdenkmale in Zittau Ost
| Bild                                    | Bezeichnung | Lage                                                                 | Datierung | Beschreibung | ID       |
| --------------------------------------- | --- | -------------------------------------------------------------------- | --- | --- | -------- |
|                                         | Fußgängertunnel unter der Eisenbahn | Bahnhofstraße, Verbindung Lessingstraße/Eckartsberger Straße (Karte) | 20. Jahrhundert                                                                                                   | Technikgeschichtlich von Bedeutung. | 08992346 |
|                                         | Mietshaus mit Ladenfront, in geschlossener Bebauung | Bahnhofstraße 22 (Karte)                                             | 1890er Jahre | Städtebaulich und baugeschichtlich von Bedeutung, historistisch mit Klinkerfassade | 09271818 |
| Weitere Bilder                          | Hotel Traube (zwei Gebäude, unter Schutz nur das Eckhaus zur Gellertstraße), in geschlossener Bebauung konzipiert | Bahnhofstraße 28 (Karte)                                             | 1890er Jahre | Städtebaulich und baugeschichtlich von Bedeutung, ein Gründerzeitbau (Klinkerfassade) mit Eckbetonung | 09271817 |
| Weitere Bilder                          | Fabrikantenvilla, Hofgebäude (mit Remisen und Stall) und Einfriedung | Bahnhofstraße 30 (Karte)                                             | 1890er Jahre | Städtebaulich, künstlerisch, ortsgeschichtlich und baugeschichtlich von Bedeutung, Stil der Neorenaissance, Sandsteinportal und -fenstergewänden, im Gebäude ab 1939 Industrie- und Handelskammer, das Hofgebäude mit Anklängen an den Schweizer Stil | 09271814 |
| Weitere Bilder                          | Villa mit Einfriedung (Treppenaufgang und Stützmauer) | Bahnhofstraße 32 (Karte)                                             | 1870er Jahre | Baugeschichtlich und ortsgeschichtlich von Bedeutung, herrschaftlich im Schweizerstil | 08992233 |
| Weitere Bilder                          | Villa mit Einfriedung | Bahnhofstraße 32b (Karte)                                            | Um 1905 | Baugeschichtlich, künstlerisch und kunstgeschichtlich von Bedeutung, herausragender Bau im Reformstil der Zeit um 1900, bossierte Fassade, Jugendstilornamentik, Turm mit Fachwerk | 09271815 |
| Weitere Bilder                          | Doppelmietshaus in Ecklage | Beethovenstraße 1 (Chopinstraße 19) (Karte)                          | Um 1890 | Städtebaulich und baugeschichtlich von Bedeutung, ein Gründerzeitgebäude mit Eckturm und Eckbalkon | 09302059 |
| Weitere Bilder                          | Neißeviadukt | Brückenstraße (Karte)                                                | 1858–1859 | Eisenbahnstrecke Zittau–Reichenberg (Liberec); vielbogige Eisenbahnbrücke, Sandstein und Backstein, baugeschichtlich, eisenbahngeschichtlich und technikgeschichtlich von Bedeutung | 09271912 |
| Weitere Bilder                          | Verwaltungsgebäude (erst Dampfmolkerei, später Fruchthof) und benachbarte ehemalige Haltestelle, später wohl Waagehäuschen der Molkerei | Brückenstraße 1 (Karte)                                              | Um 1900 | Baugeschichtlich und ortsgeschichtlich von Bedeutung, der Hauptbau mit Ziegelsteinfassaden, das Waagehäuschen in preußischem Fachwerk | 08992236 |
| Weitere Bilder                          | Mietshaus mit drei Eingängen, mit Einfriedung | Chopinstraße 1, 3, 5 (Karte)                                         | Um 1905 | Städtebaulich und baugeschichtlich von Bedeutung, drei Gründerzeithäuser mit Jugendstilornamentik, straßenbildprägende Dachhäuser in Zierfachwerk | 09271767 |
| Weitere Bilder                          | Schlachthof, mit gesamter Einfriedung, mit folgenden Bauten: das Gasthaus und das Transformatorenhäuschen davor, zwei auf der anderen Seite der Einfahrt ebenfalls an der Straße gelegene Verwaltungsgebäude (ohne rückwärtige Anbauten), die beiden mittleren Hallen und ein rückwärtiges Gebäude (sicher Heizhaus) mit Schornstein | Chopinstraße 6 (Karte)                                               | Bezeichnet mit 1887–1889, Erweiterung um 1912                                                                     | Baugeschichtlich, ortsgeschichtlich, wirtschaftsgeschichtlich und technikgeschichtlich von Bedeutung, Bauten aus unverputztem Backstein | 09271992 |
|                                         | Doppelmietshaus mit Einfriedung | Chopinstraße 7, 9 (Karte)                                            | Um 1905 | Städtebaulich und baugeschichtlich von Bedeutung, Gründerzeithäuser reich ornamentiert, Jugendstilornamentik | 09271768 |
| Weitere Bilder                          | Doppelmietshaus in Ecklage | Chopinstraße 19 (Hauptanschrift: Beethovenstraße 1) (Karte)          | Um 1890 | Städtebaulich und baugeschichtlich von Bedeutung, ein Gründerzeitgebäude mit Eckturm und Eckbalkon | 09302059 |
| Direkt Bild zu diesem Denkmal hochladen | Villa | Christian-Keimann-Straße 1 (Karte)                                   | 1908/1909 | Baukörper im Stile der Zeit malerisch aufgelöst, dabei an der Straßenseite ein Ziergiebel mit Fachwerk unter einem angetäuschten Krüppelwalm und viele verschiedene Fensterformate und -formen, Bauherr war der praktische Arzt Dr. med. Wilhelm Schönborn, mit vielen Details im Äußeren und Inneren authentisch erhalten, städtebau- und baugeschichtlich von Bedeutung | 09307217 |
| Direkt Bild zu diesem Denkmal hochladen | Villa mit Einfriedung und Garten | Christian-Keimann-Straße 1b (Karte)                                  | 1907/1908 | Garten als Nebenanlage, Baukörper im Stile der Zeit malerisch aufgelöst auch in den Dächern, dabei vielfältige Giebel, Erker, Zierfachwerk, Bauherr war der Rechtsanwalt Dr. jur. Theodor Link, Einfriedung mit Klinkersockel und -Pfosten sowie eingespannten Holzzaunfeldern, Villa auch im Inneren authentisch mit allen Türen, einem Fachglasfenster und dem Treppenhaus erhalten, stadtbau- und baugeschichtlich von Bedeutung | 09307218 |
| Weitere Bilder                          | Mietvilla mit Einfriedung | Dornspachstraße 1 (Karte)                                            | Ende 19. Jahrhundert                                                                                              | Städtebaulich und baugeschichtlich von Bedeutung, ein Gründerzeithaus (Klinkerfassade) mit Eckturm, platzbildprägend am Klienebergerplatz gelegen | 09271775 |
| Weitere Bilder                          | Mietvilla mit Einfriedung | Dornspachstraße 2 (Karte)                                            | Um 1900 | Städtebaulich und baugeschichtlich von Bedeutung, ein Gründerzeithaus (Klinkerfassade) mit aufwändiger Holzveranda, platzbildprägend am Klienebergerplatz gelegen | 09271772 |
| Weitere Bilder                          | Doppelmietshaus mit Einfriedung | Dornspachstraße 3, 5 (Karte)                                         | Vor 1900 | Städtebaulich und baugeschichtlich von Bedeutung, Gründerzeitgebäude (Putzfassade) mit straßenbildprägenden Standerkern, Nr. 3 mit hölzernem reichbeschnitztem Dachausbau | 09302061 |
| Weitere Bilder                          | Wohnhaus (zusammen mit Theodor-Korselt-Straße 19b) | Dornspachstraße 4 (Karte)                                            | Anfang 20. Jahrhundert                                                                                            | Städtebaulich und baugeschichtlich von Bedeutung, ein Bau im Reformstil um 1910, schöne Loggiengitter | 09271760 |
| Weitere Bilder                          | Wohnhaus und Einfriedung | Dornspachstraße 4b (Karte)                                           | Vor 1900 | Städtebaulich und baugeschichtlich von Bedeutung, ein Gründerzeithaus (gelbe Klinkerfassade) | 08992240 |
| Weitere Bilder                          | Villa mit Einfriedung | Dornspachstraße 7 (Karte)                                            | Um 1895 | Städtebaulich und baugeschichtlich von Bedeutung, ein Gründerzeithaus mit Schwebegiebel | 09271774 |
| Weitere Bilder                          | Mietshaus mit Einfriedung, Eckhaus | Dornspachstraße 9 (Karte)                                            | Ende 19. Jahrhundert                                                                                              | Städtebaulich und baugeschichtlich von Bedeutung, ein Gründerzeithaus, anspruchsvoll klassisch in der Fassadengestaltung | 09271761 |
| Weitere Bilder                          | Wohnhaus | Dornspachstraße 12 (Karte)                                           | Um 1800 | Sozialgeschichtlich von Bedeutung, ein Gärtnerhaus, barocker Bautyp mit großem Mansard-Satteldach | 09271757 |
| Weitere Bilder                          | Wohnhaus mit Holzvorbau und massivem Wirtschaftsanbau am linken Giebel | Dornspachstraße 20 (Karte)                                           | 18. Jahrhundert                                                                                                   | Baugeschichtlich und sozialgeschichtlich von Bedeutung, Gärtneranwesen | 09271738 |
| Weitere Bilder                          | Villa | Dornspachstraße 21 (Karte)                                           | Um 1912 | Städtebaulich und baugeschichtlich von Bedeutung, ein Bau im Reformstil der Zeit um 1910 | 08992243 |
| Weitere Bilder                          | Villa mit parkähnlichem Garten und Einfriedung | Dornspachstraße 25 (Karte)                                           | 1910er Jahre | Städtebaulich und baugeschichtlich von Bedeutung, ein Bau im Reformstil der Zeit um 1910 | 09271759 |
| Weitere Bilder                          | Wohnhaus | Dornspachstraße 33 (Karte)                                           | 18. Jahrhundert                                                                                                   | Sozialgeschichtlich von Bedeutung, ein Gärtnerhaus | 08960482 |
| Weitere Bilder                          | Wohnhaus mit angebautem Flügel | Dornspachstraße 41 (Karte)                                           | 18. Jahrhundert                                                                                                   | Sozialgeschichtlich von Bedeutung, Gärtneranwesen | 08960484 |
| Weitere Bilder                          | Straßenbrücke über die Mandau (Einzeldenkmal zu ID-Nr. 09303687) | Friedensstraße (Karte)                                               | 1. Hälfte 20. Jahrhundert                                                                                         | Einzeldenkmal der Sachgesamtheit Zittauer Mandau-Hochufer; verkehrsgeschichtlich, baugeschichtlich und technikgeschichtlich von Bedeutung, eine steinerne Bogenbrücke | 09302207 |
|                                         | Hospiz-Hauptgebäude (Nr. 9), Nebengebäude (Nr. 11) und Einfriedungsmauer zur Juststraße | Friedensstraße 9, 11 (Karte)                                         | Bezeichnet mit 1700 (Hauptbau); um 1908 (Einfriedung)                                                             | Baugeschichtlich, ortsgeschichtlich und städtebaulich von Bedeutung, das Hauptgebäude ein schlichter Barockbau mit schönem Portal, im Nebengebäude zuerst die „Alte Industrieschule“ | 09271921 |
| Weitere Bilder                          | Wohnhaus (Doppelwohnhaus mit Nr. 6, letzteres kein Denkmal) | Gellertstraße 4 (Karte)                                              | Um 1900 | Städtebaulich und baugeschichtlich von Bedeutung, ein Gründerzeitgebäude | 08992256 |
| Weitere Bilder                          | Doppelmietshaus mit Einfriedung | Gellertstraße 7, 9 (Karte)                                           | Um 1900 | Städtebaulich und baugeschichtlich von Bedeutung, ein Gründerzeitgebäude (Klinkerfassade) | 09302065 |
| Weitere Bilder                          | Wohnhaus mit Einfriedung und Wandbrunnen (am Haus) | Gellertstraße 8 (Karte)                                              | 1926 | Ortsgeschichtlich, künstlerisch und baugeschichtlich von Bedeutung, anspruchsvolle Art-déco-Architektur, erbaut von Fabrikbesitzer Adolf Zücker | 09271806 |
| Weitere Bilder                          | Wasserversorgungsanlage mit Wasserturm und Hochwasserreservoir mit Bildwerk (Löwenrelief) | Gellertstraße 15 (Karte)                                             | 1869 oder 1877 (Wasseranlage); bezeichnet mit 1717–1719 (Löwenrelief)                                             | Baugeschichtlich und technikgeschichtlich von Bedeutung, Gründerzeitgebäude, beide Bauten mit zyklopisch verlegtem Bruchsteinmauerwerk, genannt die „Senator-Just’sche Anlage“, Hochwasserreservoir mit barockem Löwenrelief vom 1828 abgebrochenen Webertor | 09271816 |
| Weitere Bilder                          | Wohnhaus | Goethestraße 2 (Karte)                                               | 1926 Baugenehmigung                                                                                               | Baugeschichtlich und ortsgeschichtlich von Bedeutung, Wohnhaus des damaligen Landrates, repräsentativ im Heimatstil mit betonter Mitte mit Freitreppe und Eingangsumfassung | 08992266 |
| Weitere Bilder                          | Doppelmietshaus mit Einfriedung | Goethestraße 5, 7 (Karte)                                            | Um 1890 | Städtebaulich und baugeschichtlich von Bedeutung, herrschaftlich, historisierend mit Klinkerfassade | 08992267 |
| Weitere Bilder                          | Villa | Goethestraße 6 (Karte)                                               | Vor 1900 | Städtebaulich und baugeschichtlich von Bedeutung, historistisch in deutscher Renaissance | 08992268 |
| Weitere Bilder                          | Waisenhaus | Goethestraße 8 (Karte)                                               | 1847 | Ortsgeschichtlich von Bedeutung, Bau in spätbarocker Tradition mit gebrochenem Dach und traufseitigem Mittelgiebel | 09271792 |
| Weitere Bilder                          | Wohnhaus | Goethestraße 8b (Karte)                                              | Um 1890 | Städtebaulich und baugeschichtlich von Bedeutung, historisierend, auffällig die noch klassizistisch erscheinende Fensterrahmung | 08992269 |
| Weitere Bilder                          | Wohnhaus (Gärtnerhaus) | Goethestraße 9 (Karte)                                               | Bezeichnet mit 1804                                                                                               | Baugeschichtlich und handwerklich-künstlerisch von Bedeutung, schlichter ländlicher Bau mit barock-klassizistischem Portal mit Festons, originale Türblätter | 09271796 |
| Weitere Bilder                          | Doppelmietshaus | Goethestraße 14, 16 (Karte)                                          | 1903/1904 | Baugeschichtlich und städtebaulich von Bedeutung, Jugendstilanklänge, plastische Gliederung der Fassade mit Giebeln, Türmchen und Erkern | 08992270 |
| Weitere Bilder                          | Wohnhaus | Goethestraße 19 (Karte)                                              | Um 1910 | Baugeschichtlich und städtebaulich von Bedeutung, im Reformstil der Zeit um 1910 in neoklassizistisch-neobarocker Gestaltung | 09271795 |
| Weitere Bilder                          | Mietshaus (mit drei Eingängen) | Goethestraße 22, 24, 26 (Karte)                                      | Nach 1900 | Städtebaulich und baugeschichtlich von Bedeutung, ein Jugendstilgebäude, reicher plastischer Schmuck und Buntglasfenster | 09271793 |
| Weitere Bilder                          | Doppelmietshaus | Goethestraße 27, 29 (Karte)                                          | Um 1908 | Städtebaulich und baugeschichtlich von Bedeutung, im Reformstil der Zeit um 1910, neoklassizistisches Dekor | 09271794 |
|                                         | Mietshaus (mit Anbauten) in halboffener Bebauung | Görlitzer Straße 1 (Karte)                                           | Ende 19. Jahrhundert                                                                                              | Städtebaulich und baugeschichtlich von Bedeutung, ein Gründerzeitgebäude (Doppelhaus mit Nr. 1b), der hölzerne Anbau ehem. Bahnhofsrestaurant der benachbarten Haltestelle der Schmalspurbahn Zittau–Kurort Oybin | 08992261 |
| Weitere Bilder                          | Bahnhof „Zittau Haltepunkt“ mit Empfangsgebäude und Freiabtritt (Toilettenhäuschen), Einzeldenkmale zu ID-Nr. 08992260 | Görlitzer Straße bei Nr. 1 (Karte)                                   | Ab 1883 | Einzeldenkmale der Sachgesamtheit Schmalspurbahn Zittau–Kurort Oybin; baugeschichtlich, verkehrshistorisch und technikgeschichtlich von Bedeutung | 09271988 |
| Weitere Bilder                          | Mietshaus in geschlossener Bebauung | Görlitzer Straße 1b (Karte)                                          | Ende 19. Jahrhundert                                                                                              | Städtebaulich und baugeschichtlich von Bedeutung, ein Gründerzeitgebäude (Doppelhaus mit Nr. 1) | 08992262 |
|                                         | Verwaltungsgebäude der Aktien-Gesellschaft Sächsische Werke (Elektrizitätswerk Oberlausitz) mit Einfriedung und schmiedeeisernem Tor, Nebengebäude und Garten | Görlitzer Straße 9 (Karte)                                           | 1914 | Baugeschichtlich, künstlerisch, kunstgeschichtlich und ortsgeschichtlich von Bedeutung, stattlicher neoklassizistischer Bau (Architekten: Lossow und Kühne, Dresden) | 09271755 |
|                                         | Kreiskrankenhaus Zittau mit Mauereinfriedung und Tor | Görlitzer Straße 10 (Karte)                                          | Bezeichnet mit 1883                                                                                               | Baugeschichtlich und ortsgeschichtlich von Bedeutung, ein Gründerzeitgebäude, Stiftung des Advokaten Weidner und des Senators Just | 09271749 |
| Weitere Bilder                          | Wohnhaus, jetzt Teil des Krankenhauses, mit Torpfeilern und Einfriedung | Görlitzer Straße 11 (Karte)                                          | 1920er Jahre | Baugeschichtlich und städtebaulich von Bedeutung, im Reformstil der Zeit um 1910 | 09271754 |
| Weitere Bilder                          | Villa mit Nebengebäude und Torpfeilern | Görlitzer Straße 13 (Karte)                                          | Vor 1900 | Städtebaulich und baugeschichtlich von Bedeutung, ein Gründerzeitgebäude im Schweizerstil, mit reichgeschnitzter zweistöckiger Holzveranda | 09271753 |
| Weitere Bilder                          | Stadtarmenhaus, Holzhof mit allen Gebäuden, dabei das linke Hauptgebäude (Wohnhaus, Nr. 25), das Mittelgebäude (Fachwerk und Mansarddach, Nr. 25) und die Scheune rechts (Fachwerk, Nr. 25a; Abbruchgenehmigung erteilt am 30. Juni 2010) mit Wirtschaftsflügel, die Hofmauer mit allen Einfahrtspfeilern (nach vorn und in den hinteren Teil des Grundstückes), dazu hinter dem Hof der vordere offene Trockenschuppen (Darre) in Holzkonstruktion                                                                                | Görlitzer Straße 25, 25a (Karte)                                     | Bezeichnet mit 1708 (auf Tafel); 1784 (im Schlussstein); 18. Jahrhundert (linker Bau); 19. Jahrhundert (Schuppen) | Baugeschichtlich, ortsgeschichtlich, handwerklich-künstlerisch und technikgeschichtlich von Bedeutung, das Wohnhaus mit schönem Portal im spätbarocken Zopfstil | 09271748 |
|                                         | Bauernhof mit Wohnhaus (Nr. 27), seitlichem Anbau (Nr. 27a), Scheune und Einfriedung mit Torpfeilern | Görlitzer Straße 27, 27a (Karte)                                     | Bezeichnet mit 1727                                                                                               | Baugeschichtlich, sozialgeschichtlich und wirtschaftsgeschichtlich von Bedeutung, Zeugnis bäuerlicher Lebens- und Arbeitsweise vergangener Zeiten | 09271747 |
|                                         | Mietshaus (mit drei Eingängen) | Görlitzer Straße 31, 33, 35 (Karte)                                  | Ende 19. Jahrhundert                                                                                              | Städtebaulich und baugeschichtlich von Bedeutung, ein Gründerzeitgebäude, anspruchsvolle Architekturgliederung, straßenbildprägender Eckturm | 09271746 |
|                                         | Doppelwohnhaus einer Wohnanlage (mit Weinauring 2) | Görlitzer Straße 42, 44 (Hauptanschrift: Weinauring 2) (Karte)       | 1920er Jahre | Baugeschichtlich von Bedeutung, mit Art-Déco-Anklängen | 08992265 |
|                                         | Urnenhain und Krematorium Zittau (Sachgesamtheit) | Görlitzer Straße 55b (Karte)                                         | Um 1910 | Urnenhain und Krematorium Zittau mit folgenden Einzeldenkmalen: Krematorium mit zwei Nebengebäuden, Friedhofsgestaltung sowie Einfriedung mit zwei Toranlagen (Einzeldenkmale 09271744); baugeschichtlich, gartengeschichtlich, ortsgeschichtlich und kulturgeschichtlich von Bedeutung | 09301919 |
|                                         | Krematorium mit zwei Nebengebäuden, Friedhofsgestaltung sowie Einfriedung mit zwei Toranlagen (Einzeldenkmale zu ID-Nr. 09301919) | Görlitzer Straße 55b (Karte)                                         | 1908 (Krematorium); ab 1908 (Teil I)                                                                              | Einzeldenkmale der Sachgesamtheit Urnenhain und Krematorium Zittau; bedeutender Krematoriumsbau im Reformstil der Zeit um 1910, baugeschichtlich, gartengeschichtlich, ortsgeschichtlich und kulturgeschichtlich von Bedeutung | 09271744 |
| Weitere Bilder                          | Jüdischer Friedhof (Sachgesamtheit) | Görlitzer Straße 67 (Karte)                                          | 1887 | Sachgesamtheit Jüdischer Friedhof. Geschichtlich, ortsgeschichtlich und wissenschaftlich von Bedeutung, die Friedhofshalle wurde beim Novemberpogrom 1938 gesprengt, nach 1945 wurde der Friedhof wieder hergerichtet und 1948 ein Gedenkstein für die jüdischen Opfer eingeweiht; geschichtlich, ortsgeschichtlich und wissenschaftlich von Bedeutung. | 09307090 |
| Weitere Bilder                          | Jüdischer Friedhof (Einzeldenkmale) | Görlitzer Straße 67 (Karte)                                          | 1887 | Einzeldenkmale der Sachgesamtheit Jüdischer Friedhof mit allen ca. 50 Grabmalen. Geschichtlich, ortsgeschichtlich und wissenschaftlich von Bedeutung, die Friedhofshalle wurde beim Novemberpogrom 1938 gesprengt, nach 1945 wurde der Friedhof wieder hergerichtet und 1948 ein Gedenkstein für die jüdischen Opfer eingeweiht; geschichtlich, ortsgeschichtlich und wissenschaftlich von Bedeutung. | 09299660 |
| Weitere Bilder                          | Doppelmietshaus | Gubenstraße 27, 29 (Karte)                                           | Um 1905 | Baugeschichtlicher Wert. | 09303526 |
|                                         | Waentighaus: Büro- und Wohnhaus der Textilfabrikanten Heinrich Ferdinand Waentig (mit allen Bauteilen) | Haberkornplatz 2 (Karte)                                             | 1853 | Baugeschichtlich, ortsgeschichtlich, städtebaulich und künstlerisch von Bedeutung, im neogotischen Tudorstil (Architekt: Carl-August Schramm), ortsbildprägende Lage nahe dem Ring | 09270557 |
| Weitere Bilder                          | Villa | Hammerschmiedtstraße 1b (Karte)                                      | Um 1912 | Baugeschichtlich von Bedeutung, im Reformstil der Zeit um 1910, sachlicher Neobarock | 09271787 |
| Weitere Bilder                          | Frauenkirche mit Kirchhof (Sachgesamtheit) | Hammerschmiedtstraße 4, 6, 8 (Karte)                                 | 1260 bis 19. Jahrhundert                                                                                          | Sachgesamtheit Frauenkirche mit Kirchhof mit folgenden Einzeldenkmalen: Kirche, Friedhofsmauer mit allen Toren, Kriegerdenkmal Erster Weltkrieg, Gräberfeld für die Gefallenen des Zweiten Weltkriegs, Gräberfeld für die Soldaten der Roten Armee, der daneben befindliche Stein für die im Kriegsgefangenenlager Groß Poritsch im Ersten Weltkrieg gestorbenen russischen Soldaten, eine Reihe künstlerisch bedeutender Grabmale oder solche von historischen Persönlichkeiten, darunter das der Architekten Carl August Schramm und dessen Sohn Karl Julius Schramm (Einzeldenkmal 09271789), der Friedhofsverwaltung der Frauenkirchgemeinde (Einzeldenkmal 09271788) und den Sachgesamtheitsteilen gärtnerisch gestaltete Friedhofsanlage (Gartendenkmal) und Treppenanlage am Haupteingang; baugeschichtlich, künstlerisch, kunstgeschichtlich, ortsgeschichtlich und heimatgeschichtlich von Bedeutung, Kirche im frühgotischen Stil 1572 zur Friedhofskirche umgebaut | 09301920 |
|                                         | Friedhofsverwaltung der Frauenkirchgemeinde (Einzeldenkmal zu ID-Nr. 09301920); | Hammerschmiedtstraße 6 (Karte)                                       | 1930er Jahre | Einzeldenkmal der Sachgesamtheit Frauenkirche mit Kirchhof; baugeschichtlich und ortsgeschichtlich von Bedeutung, ein Bau im Heimatstil | 09271788 |
| Weitere Bilder                          | Kirche, Friedhofsmauer mit allen Toren, Kriegerdenkmal Erster Weltkrieg, Gräberfeld für die Gefallenen des Zweiten Weltkriegs, Gräberfeld für die Soldaten der Roten Armee, der daneben befindliche Stein für die im Kriegsgefangenenlager Groß Poritsch im Ersten Weltkrieg gestorbenen russischen Soldaten, eine Reihe künstlerisch bedeutender Grabmale oder solche von historischen Persönlichkeiten, darunter das der Architekten Carl August Schramm und dessen Sohn Karl Julius Schramm (Einzeldenkmale zu ID-Nr. 09301920) | Hammerschmiedtstraße 8 (Karte)                                       | 1260 (Kirche); nach 1918 (Kriegerdenkmal)                                                                         | Einzeldenkmale der Sachgesamtheit Frauenkirche mit Kirchhof; baugeschichtlich, künstlerisch, kunstgeschichtlich, ortsgeschichtlich und heimatgeschichtlich von Bedeutung, Kirche 1572 zur Friedhofskirche umgebaut | 09271789 |
|                                         | Wohnhaus mit kleinem Ladeneinbau | Hammerschmiedtstraße 10 (Karte)                                      | 2. Hälfte 18. Jahrhundert                                                                                         | Baugeschichtlich, straßenbildprägend und städtebaulich von Bedeutung, Obergeschoss Fachwerk, Giebel verschiefert | 09271790 |
| Weitere Bilder                          | Wohnhaus | Hochwaldstraße 1 (Karte)                                             | Anfang 19. Jahrhundert                                                                                            | Städtebaulich und baugeschichtlich von Bedeutung, vorgründerzeitliche Bebauung mit Walmdach und Fledermausgaupen (baulich verbunden mit dem benachbarten Grundstück Zirkusallee 2/2b), ortsbildprägende Lage am Rings | 08992276 |
| Weitere Bilder                          | Wohnhaus in halboffener Bebauung | Hochwaldstraße 11 (Karte)                                            | Um 1928 | Baugeschichtlich und städtebaulich von Bedeutung, äußerst aufwändige Art-déco-Gestaltung am Außenbau und im Inneren, schöne Eingangsgestaltung | 09271931 |
| Weitere Bilder                          | Mietshaus in geschlossener Bebauung (bauliche Einheit mit Nr. 15) | Hochwaldstraße 13 (Karte)                                            | Um 1905 | Städtebaulich, künstlerisch und baugeschichtlich von Bedeutung, originell gestalteter Jugendstilbau | 09271932 |
| Weitere Bilder                          | Mietshaus in geschlossener Bebauung (bauliche Einheit mit Nr. 13) | Hochwaldstraße 15 (Karte)                                            | Um 1905 | Städtebaulich und baugeschichtlich von Bedeutung, originell gestalteter Jugendstilbau | 09271933 |
| Weitere Bilder                          | Doppelmietshaus in geschlossener Bebauung | Hochwaldstraße 17, 19 (Karte)                                        | 1903/1904 (laut Bauakte)                                                                                          | Städtebaulich und baugeschichtlich von Bedeutung, Gründerzeitgebäude mit Jugendstilornamentik | 09271934 |
| Weitere Bilder                          | Mietshaus, Eckhaus in geschlossener Bebauung | Hochwaldstraße 21 (Karte)                                            | Um 1905 | Städtebaulich und baugeschichtlich von Bedeutung, mit Jugendstilornamentik, straßenbildprägender Eckerker zum Külzufer | 09271935 |
| Weitere Bilder                          | Doppelwohnhaus | Juststraße 2b, 2c (Karte)                                            | Ende 19. Jahrhundert                                                                                              | Städtebaulich und baugeschichtlich von Bedeutung, Gründerzeitgebäude mit Seitenrisaliten und Giebelaufbauten | 09302205 |
| Weitere Bilder                          | Villenartiges Wohnhaus | Juststraße 6 (Karte)                                                 | Um 1900 | Baugeschichtlich von Bedeutung, ein Gründerzeitgebäude mit Fachwerk-Giebel | 09271922 |
| Weitere Bilder                          | Mietshaus in Ecklage | Juststraße 8 (Karte)                                                 | Bezeichnet mit 1900                                                                                               | Baugeschichtlich von Bedeutung, ein Gründerzeitgebäude im historistischen Stil mit Zierfachwerk | 09271917 |
| Weitere Bilder                          | Gärtnerhaus | Juststraße 10 (Karte)                                                | Ende 18. Jahrhundert                                                                                              | Baugeschichtlich und sozialgeschichtlich von Bedeutung, vorgründerzeitliche Bebauung | 09271913 |
| Weitere Bilder                          | Schleifermännchen-Brunnen (Einzeldenkmal zu ID-Nr. 08992283) | Karl-Liebknecht-Ring, bei Einmündung Frauenstraße (Karte)            | 1824, später überformt                                                                                            | Einzeldenkmal der Sachgesamtheit Ringanlagen; handwerklich-künstlerisch von Bedeutung, die Figur aus buntbemaltem Blech, arbeitet stehend an einem Schleifstein, Antrieb durch Wasserkraft, Teil des Promenadenrings | 08992284 |
|                                         | Brunnen an der Ludwigstraße (Einzeldenkmal zu ID-Nr. 08992283) | Karl-Liebknecht-Ring, Einmündung Ludwigstraße (Karte)                | 19. Jahrhundert                                                                                                   | Einzeldenkmal der Sachgesamtheit Ringanlagen; handwerklich-künstlerisch von Bedeutung | 09301997 |
|                                         | Steinbank an der Fleischerbastei (Einzeldenkmal zu ID-Nr. 08992283) | Karl-Liebknecht-Ring, neben Fleischerbastei (Karte)                  | Um 1910 | Einzeldenkmal der Sachgesamtheit Ringanlagen; handwerklich-künstlerisch von Bedeutung | 09301996 |
|                                         | Turm (Kleine Bastei) der Stadtbefestigung mit Mauerrest (Einzeldenkmal zu ID-Nr. 08992283) | Karl-Liebknecht-Ring, neben Ottokarplatz 21 (Karte)                  | Nach 1513 | Einzeldenkmal der Sachgesamtheit Ringanlagen; geschichtlich, ortsgeschichtlich und ortsbildprägend von Bedeutung, Teil des Promenadenrings | 08992285 |
| Weitere Bilder                          | Wohnhaus mit Anbau | Karl-Liebknecht-Ring 2 (Karte)                                       | 18. Jahrhundert                                                                                                   | Baugeschichtlich, stadtbaugeschichtlich und städtebaulich von Bedeutung, barocker Bautyp mit Mansarddach, ortsbildprägende Lage am Ring | 09270571 |
|                                         | Schulgebäude mit rückwärtigen Anbauten, darunter die Turnhalle (Parkschule, 2. Bürgerschule) | Karl-Liebknecht-Ring 4 (Karte)                                       | 1893 | Ein Gründerzeitgebäude im Stil der Neorenaissance mit rotem Klinker und Gliederungselementen aus Sandstein, Bestandteil der Ringbebauung, baugeschichtlich, städtebaulich, ortsgeschichtlich und ortsbildprägend von Bedeutung | 09270570 |
| Weitere Bilder                          | Villenartiges Wohnhaus mit Standbilder am Eingang und Einfriedung sowie Nebengebäude (zur Ecke Max-Müller-Straße) | Karl-Liebknecht-Ring 6 (Karte)                                       | 1850er Jahre | Baugeschichtlich, künstlerisch und städtebaulich von Bedeutung, stattlicher kubischer Bau im Stil der frühen Neorenaissance mit Anklängen an den klassizistischen Stil, ortsbildprägende Lage am Ring | 09270569 |
|                                         | Wohnhaus | Karl-Liebknecht-Ring 7 (Karte)                                       | Zeitraum zwischen 1860 und 1864                                                                                   | Baugeschichtlich und städtebaulich von Bedeutung, stattlicher klassizistischer Bau, ortsbildprägende Lage am Ring | 09270369 |
|                                         | Villa mit Villengarten | Karl-Liebknecht-Ring 8 (Karte)                                       | 1847 oder etwas später                                                                                            | Baugeschichtlich, künstlerisch und städtebaulich von Bedeutung, schöner klassizistischer würfelförmiger Bau mit Rosettenfries unterhalb der Dachtraufe, Bauherr wahrscheinlich Ernst Friedrich Apelt, der 1847 Bau eines neuen Wohnhauses anzeigte, ortsbildprägende Lage am Ring | 09270568 |
| Weitere Bilder                          | Fleischerbastei der Stadtbefestigung (Einzeldenkmal zu ID-Nr. 08992283) | Karl-Liebknecht-Ring 9 (Karte)                                       | 16. Jahrhundert                                                                                                   | Einzeldenkmal der Sachgesamtheit Ringanlagen; geschichtlich, ortsgeschichtlich, baugeschichtlich-künstlerisch und ortsbildprägend von Bedeutung, Teil der zweiten Ummauerung der Stadt, die Bastei wird auch Golzburg genannt, Teil des Promenadenrings | 09270368 |
|                                         | Villa mit Einfriedung | Karl-Liebknecht-Ring 10 (Karte)                                      | 1864 oder etwas später                                                                                            | Baugeschichtlich, ortsgeschichtlich und städtebaulich von Bedeutung, ein Bau im Übergang vom Klassizismus zum Historismus, 1863 zeigen die Erben des Zimmermeisters Schirmer oder aber als neuer Besitzer der Kaufmann Mönch einen Neubau an, hier wohnte von 1909 bis mindestens 1936 Sanitätsrat Dr. Arthur Tetzner, ortsbildprägende Lage am Ring | 09270567 |
| Weitere Bilder                          | Villa | Karl-Liebknecht-Ring 12 (Karte)                                      | 1865 oder etwas später                                                                                            | Baugeschichtlich und städtebaulich von Bedeutung, stattlicher würfelförmiger spätklassizistischer Bau mit Mittelrisalit, 1865 zeigt der Zimmermeister Louis Korschelt den Bau eines neuen Wohnhauses an, ortsbildprägende Lage am Ring | 09270566 |
|                                         | Mietvilla mit Einfriedung (Justsche Villa) | Karl-Liebknecht-Ring 14 (Karte)                                      | 1893 | Baugeschichtlich und städtebaulich von Bedeutung, straßenbildprägender Gründerzeitbau mit Klinkerfassade und Gesprengegiebeln, Bauherr Paul Just, Architekt: Hugo Müller, ortsbildprägende Lage am Ring | 09270565 |
|                                         | Mietvilla mit Einfriedung | Karl-Liebknecht-Ring 16 (Karte)                                      | Bezeichnet mit 1896                                                                                               | Baugeschichtlich und städtebaulich von Bedeutung, Gründerzeitgebäude im spathistoristischen Stil, ortsbildprägende Lage am Ring | 09270564 |
| Weitere Bilder                          | Villenartiges Doppelwohnhaus (mit Karl-Liebknecht-Ring 20) mit Einfriedung | Karl-Liebknecht-Ring 18 (Karte)                                      | Bezeichnet mit 1892                                                                                               | Baugeschichtlich und städtebaulich von Bedeutung, Gründerzeitbau im Stil der deutschen Neorenaissance, ortsbildprägende Lage am Ring | 09270563 |
| Weitere Bilder                          | Villenartiges Doppelwohnhaus (mit Karl-Liebknecht-Ring 18) mit Einfriedung | Karl-Liebknecht-Ring 20 (Karte)                                      | Bezeichnet mit 1891                                                                                               | Baugeschichtlich und städtebaulich von Bedeutung, Gründerzeitbau im Stil der deutschen Neorenaissance, ortsbildprägende Lage am Ring | 09270562 |
|                                         | Villa Schneider mit Einfriedung und parkähnlichem Garten | Karl-Liebknecht-Ring 22 (Karte)                                      | 1908 | Von den Dresdner Architekten Lossow & Kühne; baugeschichtlich, ortsgeschichtlich, künstlerisch und städtebaulich von Bedeutung, im Reformstil der Zeit um 1910 mit neobarocken Anklängen, Bauherr war Kommerzienrat Hermann Schneider, Fabrikdirektor der Mechanischen Weberei, ortsbildprägende Lage am Ring | 09270561 |
| Weitere Bilder                          | Wohn- und Handlungshaus | Karl-Liebknecht-Ring 24 (Karte)                                      | 1855 | Baugeschichtlich und städtebaulich von Bedeutung, im Stil der frühen Neorenaissance mit Anklängen an den klassizistischen Stil, ortsbildprägende Lage am Ring | 09270560 |
|                                         | Gedenkstein für die Opfer des Faschismus | Klienebergerplatz (Karte)                                            | 1950er Jahre | Geschichtlich von Bedeutung | 09271778 |
| Weitere Bilder                          | Villa Hiller (mit zwei Hausnummern), Kutscherhaus (mit Remise) und Einfriedung | Klienebergerplatz 1 (Theaterring 2) (Karte)                          | 1889 | Baugeschichtlich, ortsgeschichtlich, städtebaulich und platzbildprägend von Bedeutung, ein Gründerzeitgebäude im Neorenaissance-Stil, steht in der Semper-Nicolai-Tradition, die Familie Hiller (Besitzer der Phänomen-Werke) kaufte 1899 die Villa, ortsbildprägende Lage am Ring | 09271777 |
| Weitere Bilder                          | Ehemaliges Hotel Stadt Görlitz (heute Wohnhaus) | Klienebergerplatz 2 (Karte)                                          | Um 1860, später überformt                                                                                         | Baugeschichtlich, städtebaulich und platzbildprägend von Bedeutung, ein Bau der frühen Gründerzeit, Holzveranda und Bleiglas in der Tür (Erweiterungsbau des Stammhauses Rosa-Luxemburg-Straße 3, siehe auch dort) | 08992286 |
| Weitere Bilder                          | Villenartiges Doppelmietshaus mit Einfriedung | Klienebergerplatz 3, 5 (Karte)                                       | Ende 19. Jahrhundert                                                                                              | Baugeschichtlich, städtebaulich und platzbildprägend von Bedeutung, zwei Gründerzeitgebäude mit Loggien | 09271776 |
| Weitere Bilder                          | Mietshaus, Eckhaus mit Einfriedung (bauliche Einheit mit Theodor-Korselt-Straße 31b) | Komturstraße 3 (Karte)                                               | Um 1910 | Baugeschichtlich und städtebaulich von Bedeutung, ein Gründerzeitbau | 08992287 |
| Weitere Bilder                          | Mietshaus mit Einfriedung (bauliche Einheit mit Theodor-Korselt-Straße 33) | Komturstraße 6 (Karte)                                               | Um 1905 | Baugeschichtlich und städtebaulich von Bedeutung, ein Jugendstilbau | 08992288 |
| Weitere Bilder                          | Mietshaus mit Einfriedung (bauliche Einheit mit Nr. 10) | Komturstraße 8 (Karte)                                               | Um 1903 | Baugeschichtlich und städtebaulich von Bedeutung, ein Jugendstilbau | 08992289 |
| Weitere Bilder                          | Mietshaus (bauliche Einheit mit Nr. 8) | Komturstraße 10 (Karte)                                              | Um 1903 | Baugeschichtlich und städtebaulich von Bedeutung, ein Jugendstilbau mit Turmmotiv | 08992290 |
| Weitere Bilder                          | Wohnhaus (Gärtnerhaus) | Komturstraße 11 (Karte)                                              | Um 1700 | Baugeschichtlich und sozialgeschichtlich von Bedeutung, vorgründerzeitliche Bebauung | 09271756 |
| Weitere Bilder                          | Wohnhaus | Komturstraße 20 (Karte)                                              | 1. Hälfte 19. Jahrhundert, Umbau 1920er Jahre                                                                     | Baugeschichtlich von Bedeutung, Fassadenumbau der 1920er Jahre | 09271752 |
| Weitere Bilder                          | Wohnhaus in offener Bebauung | Komturstraße 25 (Karte)                                              | Um 1900 | Baugeschichtlich und städtebaulich von Bedeutung, ein Gründerzeitbau mit Gesprengegiebel | 09271741 |
| Weitere Bilder                          | Doppelwohnhaus | Komturstraße 27, 29 (Karte)                                          | Um 1900 | Baugeschichtlich und städtebaulich von Bedeutung, ein Gründerzeitbau mit Zierfachwerk | 09271740 |
| Weitere Bilder                          | König-Albert-Stift, später Krankenhausbau, mit Einfriedung | Komturstraße 43 (Karte)                                              | Bezeichnet mit 1911                                                                                               | Baugeschichtlich und ortsgeschichtlich von Bedeutung, im Reformstil der Zeit um 1910, gebaut von der Stiftung als Alters- und Siechenheim, 1925 mit dem Krankenhaus zusammengelegt (zum Stift gehörte auch der Bau an der Lortzingstraße 1) | 09271742 |
| Weitere Bilder                          | ländliches Wohnhaus | Komturstraße 90 (Karte)                                              | 17. Jahrhundert                                                                                                   | Baugeschichtlich und sozialgeschichtlich von Bedeutung, Hauptbaukörper mit hohem Walmdach, verschiedene Anbauten, teilweise in Fachwerk | 09271743 |
| Weitere Bilder                          | Mietshaus in halboffener Bebauung, mit Einfriedung | Külzufer 18 (Karte)                                                  | Um 1905 | Städtebaulich und baugeschichtlich von Bedeutung, mit Jugendstilanklängen | 09271936 |
| Weitere Bilder                          | Gerichtsgebäude mit Gefängnis (Gebäudekomplex mit allen Verbindern und Pavillons), am Eingang des Gerichts Terrassenanlage mit Brunnen | Lessingstraße 1, 1c (Karte)                                          | 1911–1914 | Baugeschichtlich, städtebaulich und ortsgeschichtlich von Bedeutung, erbaut in den für die Zeit typischen neobarocken Formen, ortsbildprägende Lage am Ring (Theaterring) | 09270549 |
| Weitere Bilder                          | Wohnhaus, Eckhaus | Lessingstraße 2 (Karte)                                              | Nach 1900 | Städtebaulich und baugeschichtlich von Bedeutung, historisierend, die Fassade könnte nach 1900 überformt sein, könnte aber auch original sein, ortsbildprägende Lage am Ring (Theaterring) | 09270550 |
| Weitere Bilder                          | Wohnhaus mit Anbau und Einfriedung | Lessingstraße 2b (Karte)                                             | 1888/1889 | Städtebaulich und baugeschichtlich von Bedeutung, historisierend mit Klinkerfassade, repräsentativ gestaltet in deutscher Neorenaissance | 09270551 |
| Weitere Bilder                          | Wohnhaus mit Einfriedung und Torpfeilern | Lessingstraße 2c (Karte)                                             | Ende 19. Jahrhundert                                                                                              | Städtebaulich und baugeschichtlich von Bedeutung, ein repräsentatives Gründerzeitgebäude | 09271911 |
| Weitere Bilder                          | Villenartiges Wohnhaus mit Einfriedung | Lessingstraße 2d (Karte)                                             | Um 1900 | Städtebaulich und baugeschichtlich von Bedeutung, ein repräsentatives Gründerzeitgebäude mit Klinkerfassade und Zierfachwerk-Giebel | 09271910 |
| Weitere Bilder                          | Villa mit Einfriedung | Lessingstraße 5 (Karte)                                              | Um 1860 | Baugeschichtlich und städtebaulich von Bedeutung, anspruchsvolles Gründerzeitgebäude im Stil der Dresdner Semper-Nicolai-Schule | 09271813 |
| Weitere Bilder                          | Eckladen einer Fleischerei | Lessingstraße 6 (Karte)                                              | Nach 1900 | Handwerklich-künstlerisch von Bedeutung, mit originalen Wandfliesen mit Blumen und Borten | 08992293 |
| Weitere Bilder                          | Villa mit Einfriedung | Lessingstraße 13 (Karte)                                             | Um 1890 | Baugeschichtlich und städtebaulich von Bedeutung, herrschaftlicher Gründerzeitbau, spätklassizistisch wirkende Fassade | 08992294 |
| Weitere Bilder                          | Katholische Pfarrkirche Mariä Heimsuchung, Schule (Nr. 16) und Pfarrei (Nr. 18) mit Nebengebäuden und Einfriedung | Lessingstraße 16, 18 (Karte)                                         | Zwischen 1867/1868 (Schule); von 1883 bis 1890 (Kirche); um 1900 (Pfarramt)                                       | Baugeschichtlich, kunsthistorisch, ortsgeschichtlich, ortsbildprägend, künstlerisch und städtebaulich von Bedeutung, Kirche, Pfarramt und Schule neogotisch, die Kirche vom Zittauer Stadtbaudirektor Hermann Knothe-Seeck entworfen, kunsthistorisch bedeutender Schulbau im frühen neogotischen Stil mit Lehr- und Wohnräumen erbaut nach Plänen von Baumeister Carl August Schramm | 09271804 |
|                                         | Doppelwohnhaus mit Einfriedung | Lessingstraße 17, 19 (Karte)                                         | Bezeichnet mit 1883                                                                                               | Baugeschichtlich und städtebaulich von Bedeutung, Gründerzeitgebäude, Nr. 19 mit farbigen Bleiglasfenstern | 09271812 |
| Weitere Bilder                          | Wohnhaus mit Einfriedung, in Ecklage | Lessingstraße 21 (Karte)                                             | Um 1880 | Baugeschichtlich und städtebaulich von Bedeutung, ein Gründerzeitgebäude, der Eingangsvorbau aus Holz mit farbigem Bleiglas, straßenbildprägender Eckerker | 09271811 |
| Weitere Bilder                          | Wohnhaus, Eckhaus | Lessingstraße 22 (Karte)                                             | Um 1912 | Baugeschichtlich von Bedeutung, im Reform- und Heimatstil seiner Zeit | 09271807 |
|                                         | Wohnhaus mit hinteren Anbauten | Lessingstraße 32 (Karte)                                             | 1890er Jahre | Städtebaulich und baugeschichtlich von Bedeutung, ein Gründerzeitgebäude, Schmuckelemente etwas maurisch, in den hinteren Anbauten früher Klavier-Donath | 09271809 |
|                                         | Villa | Lessingstraße 34 (Karte)                                             | Um 1860 | Städtebaulich und baugeschichtlich von Bedeutung, stilistisch der italienischen Neorenaissance angelehnt | 09271810 |
| Weitere Bilder                          | Wohnhaus | Lessingstraße 37 (Karte)                                             | 1890er Jahre | Städtebaulich und baugeschichtlich von Bedeutung, historisierend mit hölzernem Eingangsvorbau | 08992298 |
|                                         | Grünanlage Lutherplatz und Allee der Weinauallee | Lutherplatz (Weinauallee) (Karte)                                    | 19. Jahrhundert                                                                                                   | Ortsbildprägend und gartenkünstlerisch von Bedeutung | 09270521 |
|                                         | Fabrikantenvilla mit Einfriedung | Lutherplatz 1 (Karte)                                                | Ende 19. Jahrhundert                                                                                              | Städtebaulich, künstlerisch und baugeschichtlich von Bedeutung, ein Gründerzeitgebäude mit Klinkerfassade | 09271766 |
|                                         | Doppelwohnhaus mit Einfriedung | Lutherplatz 4, 6 (Karte)                                             | Um 1900 | Städtebaulich und baugeschichtlich von Bedeutung, ein Gründerzeitgebäude mit Fachwerkgiebeln, Anklänge an den Heimatstil | 09271765 |
| Weitere Bilder                          | Hospital mit Kirche St. Jakob (Sachgesamtheit) | Martin-Wehnert-Platz 1, 3 (Karte)                                    | 18. Jahrhundert, später überformt                                                                                 | Sachgesamtheit Hospital mit Kirche St. Jakob, mit folgenden Einzeldenkmalen: Kirche und Hospital mit mehreren Wirtschaftsgebäuden sowie Einfriedung mit Torpfeilern (Einzeldenkmal 09271919), Störelemente: flach gedeckter Bau rechts neben dem frühzeitlichen Wohnhaus (Hospital) und weitere flachgedeckte Bauten im Spitalhof; von ortshistorischer Bedeutung, von baugeschichtlichem Interesse die Wirtschaftsgebäude mit Bohlendachkonstruktion | 09299937 |
| Weitere Bilder                          | Kirche (Nr. 1) und Hospital (Nr. 3) mit Wirtschaftsgebäuden sowie Einfriedung mit Torpfeilern (Einzeldenkmale zu ID-Nr. 09299937) | Martin-Wehnert-Platz 1, 3 (Karte)                                    | Anfang 14. Jahrhundert (Kirche); 18. Jahrhundert (Wirtschaftsgebäude 1); um 1930 (Wirtschaftsgebäude 2)           | Einzeldenkmale der Sachgesamtheit Hospital mit Kirche St. Jakob; kirchengeschichtlich, baugeschichtlich und ortsgeschichtlich von Bedeutung, von besonderem baugeschichtlichen Interesse die Wirtschaftsgebäude mit Bohlendachkonstruktion | 09271919 |
| Weitere Bilder                          | Mandau-Kaserne mit Resten der umfriedenden Mauern | Martin-Wehnert-Platz 2 (Karte)                                       | Bezeichnet mit 1868                                                                                               | Baugeschichtlich, ortsgeschichtlich und platzbildprägend von Bedeutung, ein Gründerzeitgebäude mit neogotischen Elementen, Ecktürmen und Zinnen | 09271924 |
| Weitere Bilder                          | Ehemaliges Schützenhaus mit Sonnenuhr und ein Pavillon auf dem Grundstück | Martin-Wehnert-Platz 5 (Karte)                                       | 18. Jahrhundert                                                                                                   | Baugeschichtlich und ortsgeschichtlich von Bedeutung, stattlicher barocker Bau mit schönen Portalen und Mansarddach | 09271920 |
| Weitere Bilder                          | Bahnhof Zittau-Süd mit Empfangsgebäude und angebautem Nebengebäude sowie Freiabtritt (Toilettenhäuschen), dazu das Riegel- und Schlüsselwerk mit drei externen Spannwerken (Einzeldenkmale zu ID-Nr. 08992260) | Martin-Wehnert-Platz 7 (Karte)                                       | 1937 | Einzeldenkmale der Sachgesamtheit Schmalspurbahn Zittau–Oybin/Jonsdorf; baugeschichtlich, verkehrsgeschichtlich und technikgeschichtlich von Bedeutung | 09271989 |
|                                         | Zwei Gebäude, mit Torpfeilern zum Grundstück (Posthalterei) | Martin-Wehnert-Platz 12, 18 (Karte)                                  | Bezeichnet mit 1839 (Nr. 12); bezeichnet mit 1847 (Nr. 18)                                                        | Baugeschichtlich und ortsgeschichtlich von Bedeutung, beide Gebäude schlichte Barockbauten mit Krüppelwalmdächern (Nr. 18 besonders stattlich und hoch), platzbildprägende Lage | 09271926 |
| Weitere Bilder                          | Mietshaus | Max-Müller-Straße 5 (Karte)                                          | Ende 19. Jahrhundert                                                                                              | Städtebaulich und baugeschichtlich von Bedeutung, ein Gründerzeitgebäude mit Sandsteinornamentik und Frauenkopfreliefs | 09271916 |
| Weitere Bilder                          | Mietshaus mit Einfriedung | Max-Müller-Straße 7 (Karte)                                          | Um 1900 | Städtebaulich und baugeschichtlich von Bedeutung, ein Gründerzeitgebäude, anspruchsvoll gestaltet | 09271915 |
| Weitere Bilder                          | Mietshaus, Eckhaus, mit Einfriedung | Max-Müller-Straße 9 (Karte)                                          | Bezeichnet mit 1895                                                                                               | Städtebaulich und baugeschichtlich von Bedeutung, ein Gründerzeitgebäude mit Eckladen und -turm | 09271914 |
| Weitere Bilder                          | Mietshaus, Eckhaus mit Eckladen | Mozartstraße 2 (Karte)                                               | Um 1905 | Baugeschichtlich von Bedeutung, ein Gründerzeitgebäude mit Jugendstilanklängen | 09271751 |
| Weitere Bilder                          | Mietshaus in geschlossener Bebauung, Ecklage | Ottokarplatz 10 (Karte)                                              | Ende 19. Jahrhundert                                                                                              | Städtebaulich und baugeschichtlich von Bedeutung, ein Gründerzeitgebäude mit markantem Eckerker, ortsbildprägende Lage am Ring | 09270574 |
|                                         | Gasthaus und Schwarzer Bär | Ottokarplatz 12 (Karte)                                              | 18. Jahrhundert/19. Jahrhundert                                                                                   | Gasthaus und Hotel; städtebaulich und ortsgeschichtlich von Bedeutung, ortsbildprägende Lage am Ring | 09271923 |
| Weitere Bilder                          | Ehemaliges Kino | Ottokarplatz 17 (Karte)                                              | 1828 | Erbaut als Städtisches Mehllager oder Magazin zur Ergänzung des Salzhauses, 1863 Umbau zum Zirkus und zur Reitbahn, 1928 Umbau zum Kino (Zirkuslichtspiele, Schauburg), ortsbildprägende Lage am Ring | 09270575 |
|                                         | Wohnhaus | Ottokarplatz 19 (Karte)                                              | 18. Jahrhundert                                                                                                   | Baugeschichtlich und städtebaulich von Bedeutung, einfacher barocker Bau mit Mansarddach, ortsbildprägende Lage am Ring | 09270471 |
| Weitere Bilder                          | Ehemaliges Armen- und Krankenhaus (später Lazarett und Finanzamt) | Ottokarplatz 21 (Karte)                                              | 1824 | Erbaut 1824 unter Verwendung von Resten des Böhmischen Tores, 1875 Umbau zum Militärlazarett, 1927 Umbau zum Finanzamt, baugeschichtlich, ortsgeschichtlich und städtebaulich von Bedeutung, ortsbildprägende Lage am Ring | 09270572 |
|                                         | Eisenbahnbrücke | Rosa-Luxemburg-Straße (Karte)                                        | 19. Jahrhundert                                                                                                   | Technikgeschichtlich und verkehrsgeschichtlich von Bedeutung, Brücke in den erhaltenen äußeren Bögen, diese teils Naturstein, teils Ziegel (Rosa-Luxemburg-Straße) | 08992324 |
| Weitere Bilder                          | Wohnhaus in Ecklage, mit Seitenflügel im Hof | Rosa-Luxemburg-Straße 2 (Karte)                                      | 2. Hälfte 18. Jahrhundert, Umbau bezeichnet mit 1935                                                              | Städtebaulich und baugeschichtlich von Bedeutung, schlichter zweigeschossiger Barockbau mit Mansarddach, ortsbildprägende Lage am Ring (Karl-Liebknecht-Ring) | 09299949 |
| Weitere Bilder                          | Hotel Stadt Görlitz (ehemaliges Wohnhaus), in Ecklage | Rosa-Luxemburg-Straße 3 (Karte)                                      | 1872 | Städtebaulich, baugeschichtlich und ortsgeschichtlich von Bedeutung, repräsentatives Eckgebäude, noch klassizistisch wirkende Fassade, wohl als Wohnhaus von Stadtbaurat Hütter gebaut, ortsbildprägende Lage nahe dem Ring (Klienebergerplatz) | 08992325 |
| Weitere Bilder                          | Wohnhaus in geschlossener Bebauung | Rosa-Luxemburg-Straße 5 (Karte)                                      | Um 1860 | Städtebaulich und baugeschichtlich von Bedeutung, ein Gründerzeitgebäude mit noch klassizistisch wirkender Fassaden (gleiche Gestaltung wie Nr. 3) | 08992326 |
| Weitere Bilder                          | Mietshaus in geschlossener Bebauung | Rosa-Luxemburg-Straße 11 (Karte)                                     | Um 1860 | Städtebaulich und baugeschichtlich von Bedeutung, ein Gründerzeitgebäude von klassizistisch-vornehmer Wirkung | 08992327 |
| Weitere Bilder                          | Mietshaus, vom Typus in geschlossener Bebauung | Rosa-Luxemburg-Straße 12 (Karte)                                     | Um 1860 | Städtebaulich und baugeschichtlich von Bedeutung, ein Gründerzeitgebäude mit klassizistisch wirkender Fassade | 08992328 |
| Weitere Bilder                          | Mietshaus in halboffener Bebauung | Rosa-Luxemburg-Straße 14 (Karte)                                     | Um 1860 | Städtebaulich und baugeschichtlich von Bedeutung, ein Gründerzeitgebäude mit klassizistisch wirkender Fassade | 08992329 |
| Weitere Bilder                          | Mietshaus in halboffener Bebauung, mit seitlicher Einfriedungsmauer | Rosa-Luxemburg-Straße 16 (Karte)                                     | Um 1860 | Städtebaulich und baugeschichtlich von Bedeutung, ein Gründerzeitgebäude mit klassizistisch wirkender Fassade | 08992330 |
| Weitere Bilder                          | Wohnhaus mit Laden, dazu die seitliche Einfriedungsmauer mit Einfahrtspfeilern | Rosa-Luxemburg-Straße 18 (Karte)                                     | Ende 19. Jahrhundert                                                                                              | Städtebaulich und baugeschichtlich von Bedeutung, ein klassizistisches Gebäude | 09271786 |
| Weitere Bilder                          | Wohnhaus (Gärtnerhaus) mit angebauter Scheune | Rosa-Luxemburg-Straße 19 (Karte)                                     | 1. Hälfte 18. Jahrhundert                                                                                         | Baugeschichtlich, sozialgeschichtlich und wirtschaftsgeschichtlich von Bedeutung, Obergeschoss des Wohnhauses verputztes Fachwerk, straßenbildprägender Zwerchgiebel | 09271781 |
| Weitere Bilder                          | Mietshaus, vom Typus in geschlossener Bebauung | Rosa-Luxemburg-Straße 22 (Karte)                                     | Ende 19. Jahrhundert                                                                                              | Städtebaulich und baugeschichtlich von Bedeutung, ein Gründerzeitgebäude mit klassizistisch wirkender Fassade | 09271785 |
| Weitere Bilder                          | Ehemaliges Portal | Rosa-Luxemburg-Straße 29 (Karte)                                     | Bezeichnet mit 1763                                                                                               | Handwerklich-künstlerisch von Bedeutung, schöner barocker Türstock | 08992331 |
| Weitere Bilder                          | Wohnhaus in halboffener Bebauung, mit hinteren Anbauten, vor dem Haus Bruchstein-Stützmauer und Heiste | Rosa-Luxemburg-Straße 33 (Karte)                                     | Um 1850 | Städtebaulich und baugeschichtlich von Bedeutung, ein Gründerzeitgebäude von klassizistischer Wirkung (im Hof mit schöner Holzveranda am Anbau) | 08992332 |
|                                         | Wohnhaus, mit Seitenflügel zur Hammerschmiedtstraße (Buttig-Haus) | Rosa-Luxemburg-Straße 34 (Karte)                                     | 18. Jahrhundert                                                                                                   | Städtebaulich, ortsgeschichtlich und baugeschichtlich von Bedeutung, schlichter Barockbau mit zweigeschossigem gründerzeitlichen Anbau und gründerzeitlicher Fassade (mit erhaltenswerter Aufschrift), ehemals bekannte Kohlehandlung | 09271782 |
|                                         | Wohnhaus in geschlossener Bebauung, mit Einfriedung und Heiste vor dem Haus | Rosa-Luxemburg-Straße 35 (Karte)                                     | Um 1860 | Städtebaulich und baugeschichtlich von Bedeutung, ein prächtiges Gründerzeitgebäude von klassizistischer Wirkung, straßenbildprägender Balkon | 08992333 |
| Weitere Bilder                          | Wohnhaus in geschlossener Bebauung, mit Einfriedung und Heiste vor dem Haus | Rosa-Luxemburg-Straße 37 (Karte)                                     | Um 1860 | Städtebaulich und baugeschichtlich von Bedeutung, ein Gründerzeitgebäude von klassizistischer Wirkung | 08992334 |
| Weitere Bilder                          | Eisenbahnbrücke | Schillerstraße (Karte)                                               | 10. Juni 1848 (Löbau–Zittau) und 1. Dezember 1859 (Zittau–Reichenberg)                                            | Technikgeschichtlich und eisenbahngeschichtlich von Bedeutung, genietete Konstruktion | 08992341 |
| Weitere Bilder                          | Wohnhaus in halboffener Bebauung (Doppelwohnhaus mit Theodor-Korselt-Straße 18, dieses kein Denkmal) | Schillerstraße 1 (Karte)                                             | Um 1880 | Städtebaulich und baugeschichtlich von Bedeutung, klassizistisch wirkende Fassade, mit hölzernem Eingangsvorbau | 08992342 |
| Weitere Bilder                          | Doppelmietshaus mit Nebengebäude (bei Nr. 3) und parkähnlichem Garten sowie Einfriedung | Schillerstraße 3, 5 (Karte)                                          | Um 1900 | Städtebaulich, gartenkünstlerisch und baugeschichtlich von Bedeutung, Gründerzeitgebäude mit straßenbildprägenden Volutengiebeln | 09271803 |
| Weitere Bilder                          | Mietshaus mit Einfriedung | Schillerstraße 7c (Karte)                                            | Vor 1900 | Städtebaulich und baugeschichtlich von Bedeutung, ein Gründerzeitgebäude mit Klinkerfassade | 08992343 |
| Weitere Bilder                          | Doppelmietshaus mit Einfriedung | Schillerstraße 8, 10 (Karte)                                         | Um 1900 | Städtebaulich und baugeschichtlich von Bedeutung, Gründerzeitgebäude mit risalitartigen Vorbauten und einem Eckturm mit Zwiebelhaube | 09271798 |
|                                         | Mietshaus (Doppelmietshaus mit Gellertstraße 2, dieses kein Denkmal), mit Einfriedung | Schillerstraße 11 (Karte)                                            | Um 1903 | Städtebaulich und baugeschichtlich von Bedeutung, ein Gründerzeitgebäude mit Balkon und Volutengiebel | 08992344 |
|                                         | Mietshaus | Schillerstraße 12 (Karte)                                            | Bezeichnet mit 1888                                                                                               | Städtebaulich und baugeschichtlich von Bedeutung, ein Gründerzeitgebäude. | 09271802 |
|                                         | Doppelmietshaus mit Einfriedung | Schillerstraße 13, 15 (Karte)                                        | Um 1900 | Städtebaulich und baugeschichtlich von Bedeutung, Gründerzeitgebäude mit Klinkerfassade | 08992345 |
| Weitere Bilder                          | Mietshaus (mit drei Eingängen) | Schillerstraße 14, 16, 18 (Karte)                                    | Um 1900 | Städtebaulich und baugeschichtlich von Bedeutung, Gründerzeitgebäude im späthistoristischen Stil, plastischer Bauschmuck mit Elementen des Jugendstils und der Neorenaissance, zum Teil Zierfachwerk | 09271801 |
| Weitere Bilder                          | Doppelmietshaus mit Einfriedung | Schillerstraße 20, 22 (Karte)                                        | Nach 1900 | Städtebaulich, künstlerisch und baugeschichtlich von Bedeutung, Gründerzeitgebäude im späthistoristischen Stil, aufwendige Jugendstilornamentik, geschweifte Balkone, prächtige Stufengiebel, Segmentbogenfenster zum Teil mit Farbglasfenstern | 09271800 |
| Weitere Bilder                          | Mietvilla mit Einfriedung | Schillerstraße 24 (Karte)                                            | Um 1900 | Städtebaulich und baugeschichtlich von Bedeutung, ein Gründerzeitgebäude | 09271799 |
| Weitere Bilder                          | Doppelmietshaus | Schillerstraße 26, 28 (Karte)                                        | Vor 1900 | Städtebaulich und baugeschichtlich von Bedeutung, Gründerzeitgebäude mit bewegter Dachlandschaft | 08992347 |
| Weitere Bilder                          | Mietshaus | Schillerstraße 30 (Karte)                                            | Um 1895 | Nach links in geschlossener Bebauung, Putzbau, noch historisierend, äußerlich in allen Details erhalten, baugeschichtlicher Wert. | 09304821 |
| Weitere Bilder                          | Wohnhaus mit Einfriedung | Schillerstraße 42 (Karte)                                            | Um 1910 | Städtebaulich und baugeschichtlich von Bedeutung, im Reformstil der Zeit um 1910 | 08992350 |
|                                         | Konstitutionssäule: Obelisk zur Erinnerung an die erste sächsische Verfassung (Einzeldenkmal zu ID-Nr. 08992283) | Theaterring, vor Johanneum (Karte)                                   | Bezeichnet mit 4. September 1831                                                                                  | Einzeldenkmal in der Sachgesamtheit Ringanlagen; geschichtlich von Bedeutung, Teil des Promenadenrings | 09270378 |
|                                         | Denkmal für die Gefallenen des Ersten Weltkrieges (Einzeldenkmal zu ID-Nr. 08992283) | Theaterring (Karte)                                                  | 1921 | Einzeldenkmal der Sachgesamtheit Ringanlagen; ortsgeschichtlich von Bedeutung, Teil des Promenadenrings | 09270381 |
| Weitere Bilder                          | Schulbau (Königlich-Sächsische Baugewerkeschule) | Theaterring 1 (Karte)                                                | 1846–1848 | Baugeschichtlich, kunstgeschichtlich, künstlerisch, ortsgeschichtlich und ortsbildprägend von Bedeutung, Bestandteil der Ringbebauung, im neogotischen Stil, untergebracht war die Gewerbe- und die Baugewerkenschule, Pläne von Carl August Schramm nach Vorbild von Karl Friedrich Schinkel (in der Tradition der Schinkelschen Bauakademie in Berlin, allerdings etwas gotisch bis maurisch) | 09270372 |
| Weitere Bilder                          | Villa Hiller (mit zwei Hausnummern), Kutscherhaus (mit Remise) und Einfriedung | Theaterring 2 (Hauptanschrift: Klienebergerplatz 1) (Karte)          | 1889 | Baugeschichtlich, ortsgeschichtlich, städtebaulich und platzbildprägend von Bedeutung, ein Gründerzeitgebäude im Neorenaissance-Stil, steht in der Semper-Nicolai-Tradition, die Familie Hiller (Besitzer der Phänomen-Werke) kaufte 1899 die Villa, ortsbildprägende Lage am Ring | 09271777 |
|                                         | Schulbau mit seitlicher Einfriedung (1. Bürgerschule) | Theaterring 3 (Karte)                                                | Am 18. Juni 1866 übergeben                                                                                        | Baugeschichtlich und ortsgeschichtlich von Bedeutung, stattlicher und anspruchsvoller Gründerzeitbau, ortsbildprägende Lage am Ring | 09270376 |
| Weitere Bilder                          | Villa Sthamer | Theaterring 4 (Karte)                                                | 1821 datiert, Umbau 1853                                                                                          | Baugeschichtlich und städtebaulich von Bedeutung, anspruchsvolles klassizistisches Gebäude, ortsbildprägende Lage am Ring | 08992365 |
| Weitere Bilder                          | Schule (Johanneum) | Theaterring 5 (Karte)                                                | 1870–1871 | Als Realschule und Gymnasium in spätklassizistischen Formen erbaut, Turm mit Skulptur der „Fama“ (ursprünglicher Standort auf dem Turm des Webertores), Wandbild „Paulus predigt auf dem Areopag in Athen“ von Anton Dietrich aus dem Jahr 1878 in der Aula, ortsbildprägende Lage als Teil der Ringbebauung, baugeschichtlich von Bedeutung | 09270377 |
| Weitere Bilder                          | Verwaltungsbau (Amtshauptmannschaft) | Theaterring 8 (Karte)                                                | Um 1870 | Baugeschichtlich, ortsgeschichtlich und städtebaulich von Bedeutung, Fassade von klassizistischer Wirkung, ortsbildprägende Lage am Ring | 09270556 |
| Weitere Bilder                          | Hauptturnhalle | Theaterring 10 (Karte)                                               | 1872–1874 | Baugeschichtlich, ortsgeschichtlich und städtebaulich von Bedeutung, städtische Turnhalle für den 1848 gegründeten Turnverein sowie für das Gymnasium, die Real- und Bürgerschule, vornehme Gestaltung in einem barock-klassizistischen Geist (an Orangerien erinnernd), ortsbildprägende Lage am Ring | 09270555 |
| Weitere Bilder                          | Theaterbau mit vorgelagerter Freitreppe und Auffahrt (Grenzlandtheater, Stadttheater, Gerhart-Hauptmann-Theater) | Theaterring 12 (Karte)                                               | 1936 | Baugeschichtlich, ortsgeschichtlich und kunstgeschichtlich von Bedeutung, Repräsentationsbau der NS-Zeit, moderner Theaterbau mit Tendenz zur Bauhausarchitektur, national-monumental verbrämt im neoklassizistischen Stil der Zeit, ortsbildprägende Lage am Ring | 09270554 |
| Weitere Bilder                          | Wohnhausgruppe (Nr. 14 und 14b) in halboffener Bebauung und gewerbliches Gebäude (Nr. 14a) im Hof (Kunstwerkstätten für farbige Bleiglasfenster) | Theaterring 14, 14a, 14b (Karte)                                     | Bezeichnet mit 1788 (Nr. 14b); 19. Jahrhundert (Nr. 14); 1898 (Ateliergebäude)                                    | Baugeschichtlich, städtebaulich und ortsgeschichtlich von Bedeutung, Wohnhaus Nr. 14 mit barockem Portal mit prächtigem Aufsatz, Hintergebäude Nr. 14a mit Kopfbau (dort Ausstellungsraum mit funktional geprägten, wandüberspannenden Fenstern), hier die Hofglasmalerei Richard Schlein (Produktion bis 1936), Wohnhausgruppe in ortsbildprägender Lage am Ring | 09270552 |
|                                         | Hofeinfahrt mit zwei flankierenden Bogendurchgängen | Theodor-Korselt-Straße 1 (Karte)                                     | Um 1900 | Handwerklich-künstlerisch von Bedeutung | 08992366 |
| Weitere Bilder                          | Verwaltungsbau mit Einfriedung (Königlich-Sächsisches Bezirksvermessungsamt) | Theodor-Korselt-Straße 1b (Karte)                                    | Um 1900 | Städtebaulich und baugeschichtlich von Bedeutung, stattlicher Bau mit Klinkerfassade, im Inneren u. a. schöne gußeiserne Treppe und Deckenstuck | 09271820 |
| Weitere Bilder                          | Mietvilla mit Einfriedung | Theodor-Korselt-Straße 3 (Karte)                                     | Um 1900 | Städtebaulich und baugeschichtlich von Bedeutung, Klinkerfassade und Gesprenge-Giebel | 09271821 |
| Weitere Bilder                          | Wohnhaus | Theodor-Korselt-Straße 5 (Karte)                                     | Um 1890 | Städtebaulich und baugeschichtlich von Bedeutung, mit verschiedener Putzzier | 08992367 |
| Weitere Bilder                          | Wohnhaus mit Einfriedung | Theodor-Korselt-Straße 6 (Karte)                                     | Ende 19. Jahrhundert                                                                                              | Städtebaulich und baugeschichtlich von Bedeutung, Anklänge an den Schweizerstil | 09271819 |
| Weitere Bilder                          | Mietshaus mit Einfriedung, Ecklage | Theodor-Korselt-Straße 15 (Karte)                                    | Bezeichnet mit 1888                                                                                               | Städtebaulich und baugeschichtlich von Bedeutung, anspruchsvoller Bau mit Klinkerfassade und Eckturm | 08992370 |
| Weitere Bilder                          | Villa mit Einfriedung | Theodor-Korselt-Straße 17 (Karte)                                    | Um 1910 | Städtebaulich und baugeschichtlich von Bedeutung, anspruchsvolles Gebäude im neobarocken Reformstil der Zeit um 1900 mit Jugendstilelementen | 09271791 |
| Weitere Bilder                          | Wohnhaus, Eckhaus (mit Dornspachstraße 4) | Theodor-Korselt-Straße 19b (Karte)                                   | Anfang 20. Jahrhundert                                                                                            | Städtebaulich und baugeschichtlich von Bedeutung, ein Bau im Reformstil um 1910, stattlich und anspruchsvoll, mit Farbglasfenstern im Treppenhaus, straßenbildprägender Eckturm | 09271880 |
| Weitere Bilder                          | Mietshaus mit Einfriedung | Theodor-Korselt-Straße 21 (Karte)                                    | Ende 19. Jahrhundert                                                                                              | Städtebaulich und baugeschichtlich von Bedeutung, Eckturm mit Haube | 09271770 |
| Weitere Bilder                          | Mietvilla mit Einfriedung | Theodor-Korselt-Straße 24 (Karte)                                    | Um 1890 | Städtebaulich und baugeschichtlich von Bedeutung, historisierend in Semper-Nikolai-Tradition der Dresdner Schule | 08992373 |
| Weitere Bilder                          | Mietvilla mit Einfriedung, Ecklage | Theodor-Korselt-Straße 26 (Karte)                                    | Ende 19. Jahrhundert                                                                                              | Städtebaulich und baugeschichtlich von Bedeutung, historisierend mit Klinkerfassade, Zierfachwerk und Treppenturm | 09271773 |
| Weitere Bilder                          | Mietshaus mit Einfriedung, Ecklage | Theodor-Korselt-Straße 28 (Karte)                                    | Bezeichnet mit 1899                                                                                               | Städtebaulich und baugeschichtlich von Bedeutung, repräsentativer Bau mit neobarockem Bauschmuck, Eckturm mit Haube | 09271771 |
| Weitere Bilder                          | Mietshaus | Theodor-Korselt-Straße 31 (Karte)                                    | Um 1890 | Städtebaulich und baugeschichtlich von Bedeutung, historisierend mit Gesprengegiebel | 08992375 |
| Weitere Bilder                          | Mietshaus mit Einfriedung (bauliche Einheit mit Komturstraße 3) | Theodor-Korselt-Straße 31b (Karte)                                   | Um 1910 | Baugeschichtlich und städtebaulich von Bedeutung | 08992376 |
| Weitere Bilder                          | Mietshaus, Eckhaus mit Einfriedung (bauliche Einheit mit Komturstraße 6) | Theodor-Korselt-Straße 33 (Karte)                                    | Um 1905 | Baugeschichtlich und städtebaulich von Bedeutung, ein Jugendstilbau | 08992377 |
|                                         | Grünanlage Lutherplatz und Allee der Weinauallee | Weinauallee (Hauptanschrift: Lutherplatz) (Karte)                    | 19. Jahrhundert                                                                                                   | Ortsbildprägend und gartenkünstlerisch von Bedeutung | 09270521 |
| Weitere Bilder                          | Schulgebäude mit mehreren Gebäudeflügeln (Rektorenhaus, Hofflügel, Turnhalle) und Einfriedungsmauer (Gymnasium Zittau, später Prof.-Dubois-Oberschule, heute Schule an der Weinau) | Weinauallee 1 (Karte)                                                | 1914–1920 | Städtebaulich, baugeschichtlich, ortsgeschichtlich und künstlerisch von Bedeutung, im Reformstil der Zeit nach 1910 | 09271762 |
|                                         | Wohnhaus (zwei Hausnummern) mit Einfriedung (Heimstättengesellschaft Sachsen in Dresden) | Weinauallee 3, 5 (Karte)                                             | 1920er Jahre | Städtebaulich und baugeschichtlich von Bedeutung, sozialer Wohnungsbau im Heimatstil | 08992383 |
|                                         | Villenartiges Wohnhaus mit Einfriedung, in Ecklage | Weinauallee 8 (Karte)                                                | Um 1900 | Städtebaulich und baugeschichtlich von Bedeutung, ein Gründerzeitgebäude mit Eckturm mit Fachwerkaufsatz | 09271763 |
|                                         | Villenartiges Wohnhaus, Ecklage | Weinauallee 10 (Karte)                                               | Um 1905 | Städtebaulich und baugeschichtlich von Bedeutung, im Reformstil der Zeit um 1905, besonders ungewöhnlich das monumental senkrecht strukturierte Treppenhaus | 09273073 |
| Weitere Bilder                          | Wohnhaus mit Einfriedung | Weinauallee 20 (Karte)                                               | 1920er Jahre | Städtebaulich und baugeschichtlich von Bedeutung, traditioneller Bau mit vielen Art-déco-Details, Bauplastik, Gitter, Akroterien usw. | 08992384 |
| Weitere Bilder                          | Wohnhaus mit Einfriedung | Weinauallee 22 (Karte)                                               | 1920er Jahre | Städtebaulich und baugeschichtlich von Bedeutung, Art-déco-Gestaltung mit originalen Fenstern und Fenstergittern | 08992385 |
|                                         | Wohnhaus mit Einfriedung | Weinauallee 26 (Karte)                                               | 1920er Jahre | Städtebaulich und baugeschichtlich von Bedeutung, traditioneller Bau im Heimatstil, originale Fenster und Fenstergitter und Fledermausgaupe | 08992386 |
| Weitere Bilder                          | Sachgesamtheit Weinau mit Restaurant und Stadion (Sachgesamtheit) | Weinaupark 1, 2, 3, 4, 5, 6 (Karte)                                  | 19. Jahrhundert                                                                                                   | Sachgesamtheit Weinau mit Restaurant und Stadion: Park in seiner Gesamtheit mit Wegen und Teichen und der benachbarte Schillerhain sowie mit folgenden Einzeldenkmalen: das Restaurant (Nr. 3) und der zugehörige runde offene Pavillon, das Stadion (Nr. 4) mit Zuschauertribüne und das Körnerdenkmal am Parkeingang (siehe auch Einzeldenkmal 09301980), als Sachgesamtheitsteile: zwei flankierende Häuschen an der Stadiontribüne und Granitumfassung des Stadion-Vorplatzes; gartenkünstlerisch, ortsgeschichtlich und baugeschichtlich von Bedeutung, das Stadion 1894 als Radrennbahn eröffnet, 1912 auch für Leichtathletik und Fußball ausgebaut, Zuschauertribüne des Stadions mit Ziegeln ausgesetztes Fachwerk | 09271769 |
| Weitere Bilder                          | Restaurant und der zugehörige runde offene Pavillon (Einzeldenkmal zu ID-Nr. 09271769) | Weinaupark 3 (Karte)                                                 | 1882 (Gaststätte eröffnet)                                                                                        | Einzeldenkmal der Sachgesamtheit Weinau mit Restaurant und Stadion; künstlerisch, ortsgeschichtlich und baugeschichtlich von Bedeutung | 09301980 |
|                                         | Körnerdenkmal am Parkeingang (Einzeldenkmal zu ID-Nr. 09271769) | Weinaupark 3, 4 (Karte)                                              | 1813 | Einzeldenkmal der Sachgesamtheit Weinau mit Restaurant und Stadion; künstlerisch, ortsgeschichtlich und baugeschichtlich von Bedeutung | 09301980 |
|                                         | Stadion mit Zuschauertribüne (Einzeldenkmal zu ID-Nr. 09271769) | Weinaupark 4 (Karte)                                                 | 1894 | Einzeldenkmal der Sachgesamtheit Weinau mit Restaurant und Stadion; künstlerisch, ortsgeschichtlich und baugeschichtlich von Bedeutung, das Stadion 1894 als Radrennbahn eröffnet, 1912 auch für Leichtathletik und Fußball ausgebaut, Zuschauertribüne des Stadions mit Ziegeln ausgesetztes Fachwerk | 09301980 |
| Weitere Bilder                          | Brunnenbecken und Treppenanlage (Einzeldenkmal zu ID-Nr. 08992283) | Zirkusallee, hinter Kino Ottokarplatz 17 (Karte)                     | 19. Jahrhundert                                                                                                   | Einzeldenkmal der Sachgesamtheit Ringanlagen; platzbildprägend und gartenkünstlerisch von Bedeutung, runder Sandsteinring, Teil des Promenadenrings | 08992390 |
| Weitere Bilder                          | Wohnhaus (Nr. 2) und Nebengebäude (Nr. 2b) im Hof sowie Einfriedungsmauer | Zirkusallee 2, 2b (Karte)                                            | 2. Hälfte 19. Jahrhundert                                                                                         | Städtebaulich und baugeschichtlich von Bedeutung, ein Gründerzeitgebäude mit straßenbildprägendem Erker, zum Hof repräsentativ gestaltete Mauer entlang der Straße, (baulich verbunden mit dem Haus Hochwaldstraße 1), ortsbildprägende Lage am Ring | 09270484 |
| Weitere Bilder                          | Wohnhaus | Zirkusallee 4 (Karte)                                                | 18. Jahrhundert                                                                                                   | Baugeschichtlich, stadtbaugeschichtlich und städtebaulich von Bedeutung, einfacher barocker Bau mit Mansarddach und schönem Portal, ortsbildprägende Lage am Ring | 09270576 |

## Ehemalige Denkmäler
| Bild                                    | Bezeichnung                                            | Lage                                          | Datierung                 | Beschreibung | ID       |
| --------------------------------------- | ------------------------------------------------------ | --------------------------------------------- | ------------------------- | --- | -------- |
|                                         | Gärtnerhaus                                            | Görlitzer Straße 15 (Karte)                   | 18. Jahrhundert           | Bau- und sozialgeschichtlich von Bedeutung. 2023 abgerissen. | 08992264 |
| Direkt Bild zu diesem Denkmal hochladen | Gärtnerhaus (zwei Bauteile)                            | Hirtstraße 2 (Karte)                          | 1. Hälfte 18. Jahrhundert | Baugeschichtlich und sozialgeschichtlich von Bedeutung, Fachwerkobergeschoss verputzt. 2009 oder 2010 abgerissen. (siehe heutiger Zustand)                                                        | 09271779 |
|                                         | Wohnhaus mit Einfriedung                               | Weinauallee 2 (Karte)                         | Um 1930                   | Baugeschichtlich und städtebaulich von Bedeutung, im Heimatstil mit Art-Déco-Elementen, ornamentiertes Portal mit eingestellten Pfeilern. Zwischen 2014 und 2019 aus der Denkmalliste gestrichen. | 09271764 |
|                                         | Wohnhaus einer Wohnanlage (mit Görlitzer Straße 42/44) | Weinauring 2 (Görlitzer Straße 42/44) (Karte) | 1920er Jahre              | Baugeschichtlich von Bedeutung, mit Art-Déco-Anklängen. Zwischen 2019 und 2024 aus der Denkmalliste gestrichen.                                                                                   | 09303095 |

## Tabellenlegende
- Bild: Bild des Kulturdenkmals, ggf. zusätzlich mit einem Link zu weiteren Fotos des Kulturdenkmals im Medienarchiv Wikimedia Commons. Wenn man auf das Kamerasymbol klickt, können Fotos zu Kulturdenkmalen aus dieser Liste hochgeladen werden:
- Bezeichnung: Denkmalgeschützte Objekte und ggf. Bauwerksname des Kulturdenkmals
- Lage: Straßenname und Hausnummer oder Flurstücknummer des Kulturdenkmals. Die Grundsortierung der Liste erfolgt nach dieser Adresse. Der Link (Karte) führt zu verschiedenen Kartendiensten mit der Position des Kulturdenkmals. Fehlt dieser Link, wurden die Koordinaten noch nicht eingetragen. Sind diese bekannt, können sie über ein Tool mit einer Kartenansicht einfach nachgetragen werden. In dieser Kartenansicht sind Kulturdenkmale ohne Koordinaten mit einem roten bzw. orangen Marker dargestellt und können durch Verschieben auf die richtige Position in der Karte mit Koordinaten versehen werden. Kulturdenkmale ohne Bild sind an einem blauen bzw. roten Marker erkennbar.
- Datierung: Baubeginn, Fertigstellung, Datum der Erstnennung oder grobe zeitliche Einordnung entsprechend des Eintrags in der sächsischen Denkmaldatenbank
- Beschreibung: Kurzcharakteristik des Kulturdenkmals entsprechend des Eintrags in der sächsischen Denkmaldatenbank, ggf. ergänzt durch die dort nur selten veröffentlichten Erfassungstexte oder zusätzliche Informationen
- ID: Vom Landesamt für Denkmalpflege Sachsen vergebene, das Kulturdenkmal eindeutig identifizierende Objekt-Nummer. Der Link führt zum PDF-Denkmaldokument des Landesamtes für Denkmalpflege Sachsen. Bei ehemaligen Kulturdenkmalen können die Objektnummern unbekannt sein und deshalb fehlen bzw. die Links von aus der Datenbank entfernten Objektnummern ins Leere führen. Ein ggf. vorhandenes Icon  führt zu den Angaben des Kulturdenkmals bei Wikidata.